# Quamquam pluries
Die Enzyklika Quamquam pluries (15. August 1889) über den wegen der Not der Zeit anzuflehenden Schutz und Beistand des hl. Josef in Vereinigung mit der jungfräulichen Gottesgebärerin wurde von Papst Leo XIII. veröffentlicht.

## Grund für die Enzyklika
Der Hl. Josef, auch mit dem Zusatz der Zimmermann, gilt im Neuen Testament der Bibel zunächst als Verlobter und dann als Ehemann der Maria, der Mutter Jesu.

### Verehrung des Hl. Josef

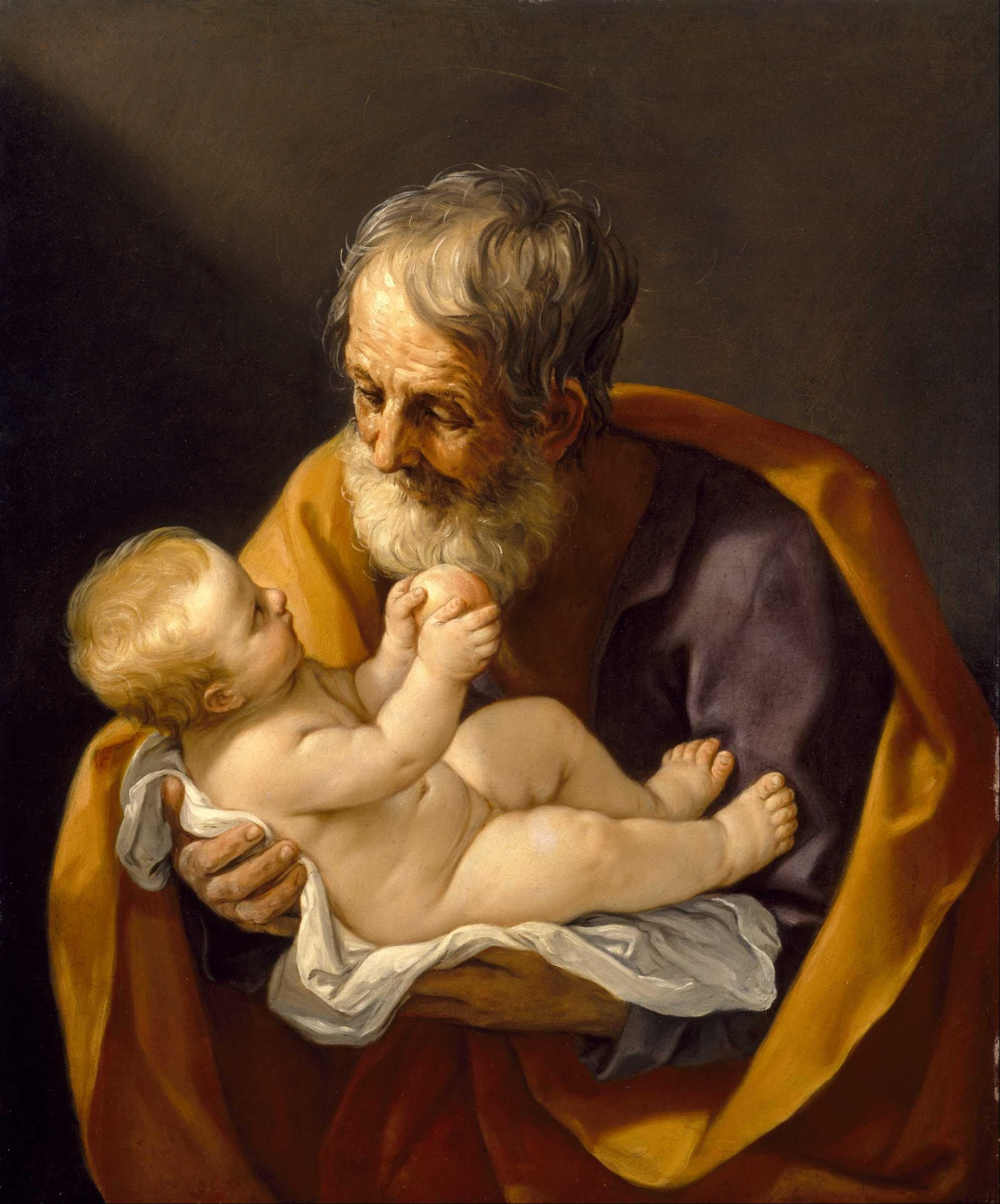
Guido Reni: Der heilige Josef, 1640–1642 (typische Darstellung der Barockzeit)

Papst Sixtus IV. führte 1481 das Fest des heiligen Josef in das Brevier und das Römische Missale ein; Papst Gregor XV. erhob es 1621 zu einem gebotenen Feiertag für die ganze Kirche. Papst Klemens X. erhöhte 1670 den Rang des Festes; 1714 bereicherte Papst Klemens XI. das Fest mit einem eigenen Messformular und Offizium und Papst Benedikt XIII. fügte den Namen des Heiligen in die Allerheiligenlitanei ein. 1847 dehnte Pius IX. das einigen Bistümern oder bestimmten Ordensgemeinschaften bewilligte Schutzfest des heiligen Josef auf die ganze Kirche aus. Auf unzählige Bitten hin, die aus der ganzen christlichen Welt an ihn gelangten, proklamierte er am 8. Dezember 1870 den heiligen Josef feierlich zum Schutzherrn der gesamten Kirche.

### Die theologische Frage
Die Theologen des ausgehenden 19. Jahrhunderts fragten sich, warum gerade der heilige Josef als Schirmherr beauftragt ist, die Kirche vor dem Unbill der Zeiten zu bewahren. Mit seiner Enzyklika gab der Papst hierauf eine klare Antwort.

### Bestätigungen
Pius XII. führte 1955 als kirchliches Pendant zum weltweit begangenen Tag der Arbeit (1. Mai) den Gedenktag „Josef der Arbeiter“ ein, der laut Bibel als tekton (Bauhandwerker) tätig war und so traditionell als Patron der Arbeiter, insbesondere Zimmerleute und Holzfäller gilt.
Der heilige Josef  wurde vom seligen Papst Johannes XXIII. neben der heiligen Jungfrau und Gottesmutter Maria zum besonderen Schutzpatron des 2.Vatikanischen Konzils erwählt. Papst Johannes Paul II., hat diese Begründung den Familien, den Eheleuten und allen Christen in seinem apostolischen Brief «Redemptoris custos» von neuem in Erinnerung gerufen und verwies auf den Beistand und die Fürsprache des hl. Josef.

## Päpstliche Anordnungen
Nach der Würdigung und erneuten Bestätigung des Lebens und Wirkens des Hl. Josef von Nazareth, trifft er zwei Anordnungen:
1. Es wird für den ganzen Monat Oktober die Anrufung (nach dem Gebet des Rosenkranzes) des Hl. Josef angeordnet und damit, bei Einhaltung aller gültigen Regeln, ein Ablass verkündet.
2. Das Fest des Heiligen Josef wird jährlich auf den 19. März festgelegt.